# Moschea Orta Cami
La  moschea Orta Cami (Tataro di Crimea: Orta Cami, ucraino: Мечеть Орта-Джамі, Russo: Мечеть Орта-Джами) è una delle più antiche moschee in Crimea. Si trova sulla moderna strada Lenina nel centro storico di Bachčisaraj.

## Storia
Era la principale moschea per la preghiera del venerdì nella capitale del Khanato di Crimea. Il primo documento di cui la si menziona è del 1674, come una moschea di Ma'ale (moschea principale del distretto corrispondente). La moschea era in cattive condizioni e il suo minareto e altri piccoli edifici circostanti furono completamente distrutti fino alla fine del 2012 quando la sua ricostruzione iniziò. I lavori sono stati finanziati in gran parte con il sostegno delle comunità turche e delle numerose donazioni locali. La ricostruzione ha anche riguardato la ricostruzione del minareto e alcuni edifici minori precedentemente situati accanto alla moschea. Attualmente, come molti anni fa, è ancora una volta uno dei luoghi più importanti di Bakhchisaray.

## Galleria d'immagini

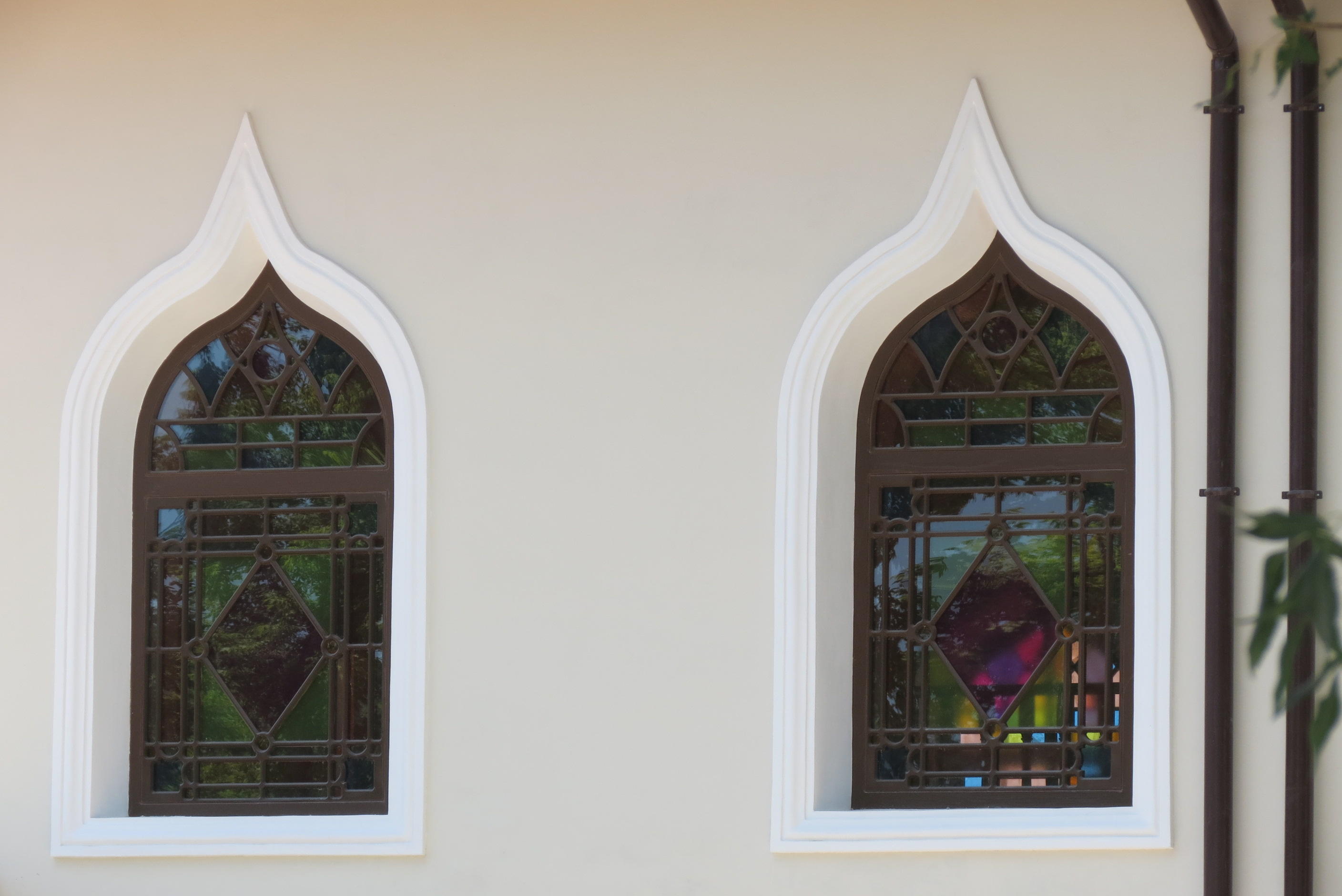
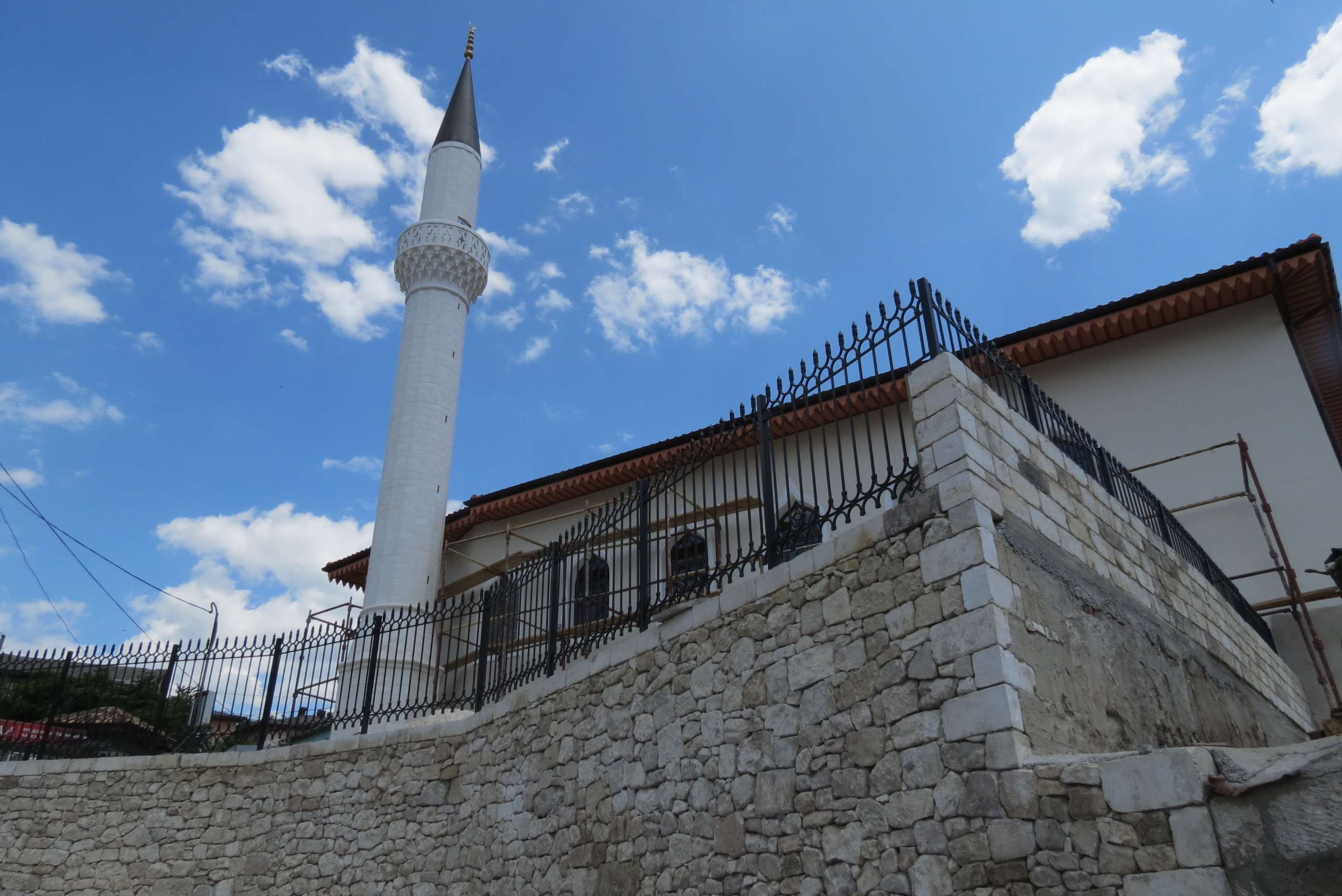
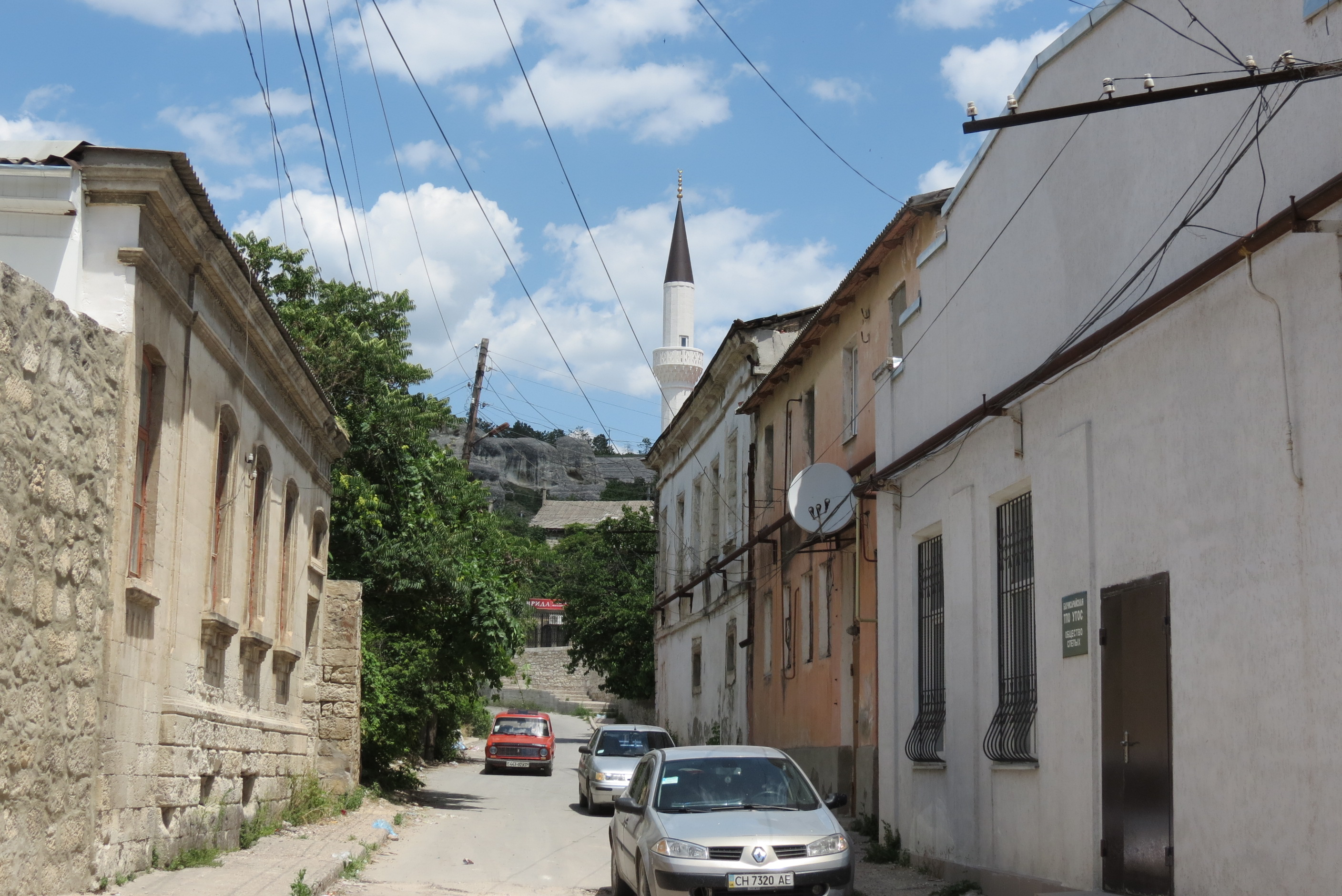